# Hohenfurch
Hohenfurch ist eine Gemeinde im oberbayerischen Landkreis Weilheim-Schongau.

## Geografie
Die Gemeinde liegt in der Region Oberland im Pfaffenwinkel. Es gibt zwei Gemeindeteile (in Klammern ist der Siedlungstyp angegeben):
- Graben (Einöde)
- Hohenfurch (Pfarrdorf)

Es gibt nur die Gemarkung Hohenfurch.
Hohenfurch ist ein Ort im Alpenvorland unmittelbar südlich der Endmoräne des Lechgletschers. Das Dorf – durch die B 17 in zwei Teile geteilt – liegt entlang seiner gesamten West-Ost-Länge von ca. 2 km zu beiden Seiten der Schönach. Die Höhenlage der Gemeinde beträgt zwischen 650 m ü. NHN (Lech) und 790 m ü. NHN (südöstliche Ausläufer des Sachsenrieder Forsts bzw. des Denklinger Rotwalds).

## Geschichte

### Bis zur Gemeindegründung
In der Römerzeit führte die Via Claudia Augusta über Hohenfurcher Gebiet.
Bis 1785 gehörte das Oberdorf zum Hochstift Augsburg und das Unterdorf zum Kloster St. Mang in Füssen. Danach kam der gesamte Ort durch Tausch zum Kloster Steingaden und wurde damit Teil des Kurfürstentums Bayern. Kloster Steingaden hatte Hohenfurch bis 1802 als geschlossene Hofmark.
Mit dem Gemeindeedikt von 1818 entstand die Ruralgemeinde Hohenfurch, die zum Landgericht Schongau gehörte.

### Einwohnerentwicklung
Zwischen 1988 und 2018 wuchs die Gemeinde von 1293 auf 1643 um 350 Einwohner bzw. um 27,1 %.

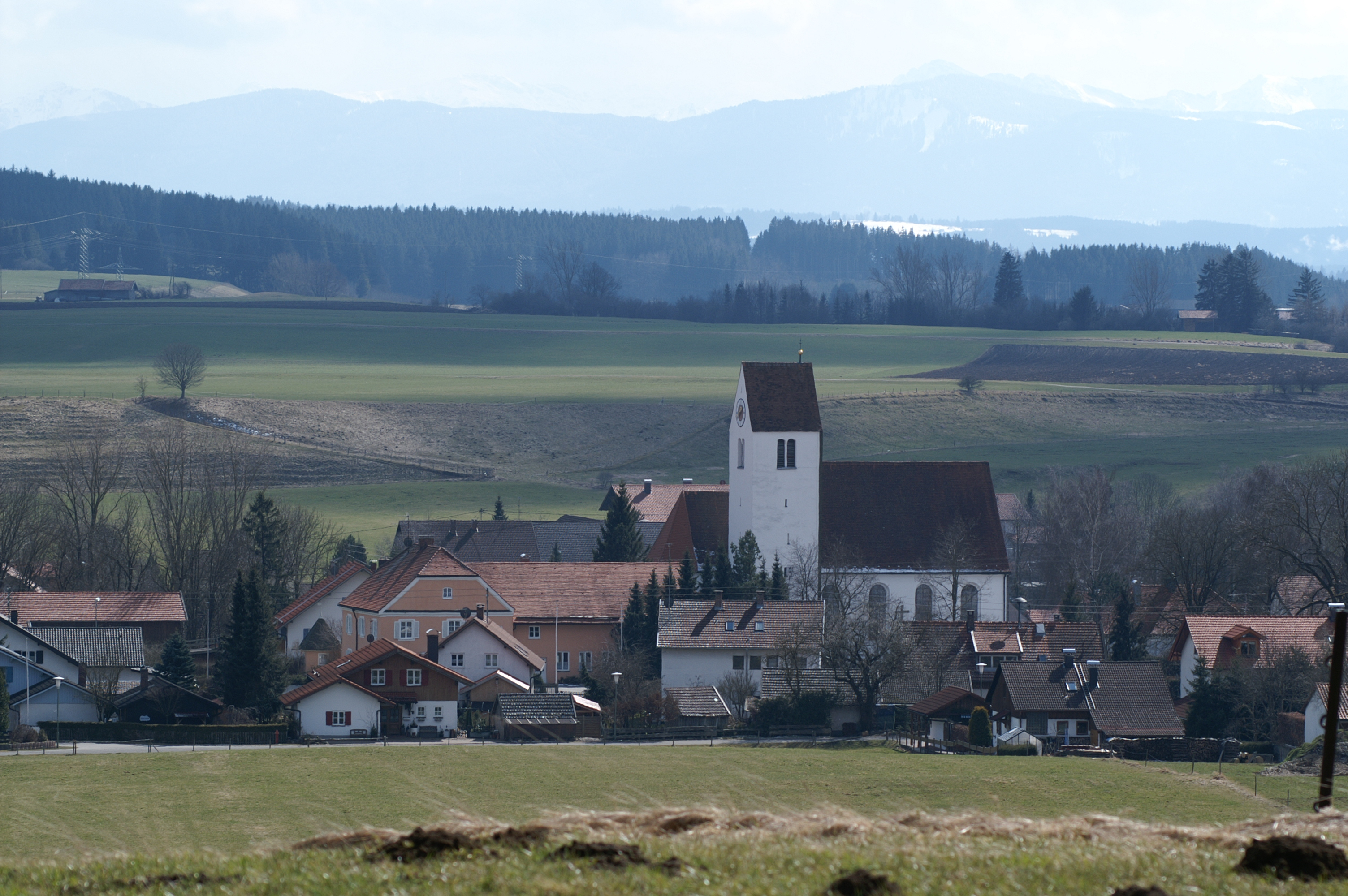
Hohenfurch von Norden

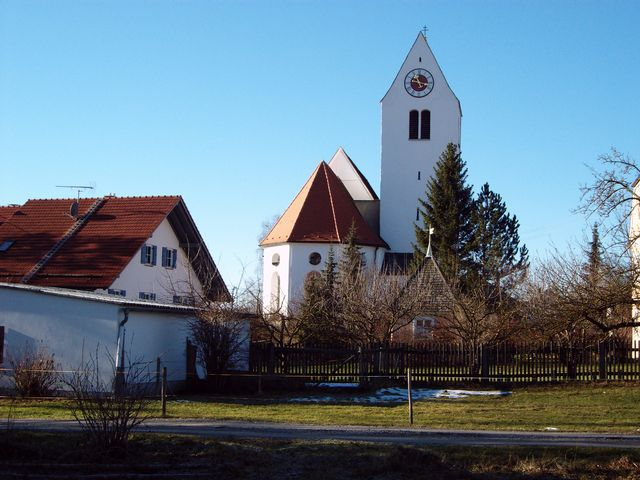
Hohenfurcher Kirche

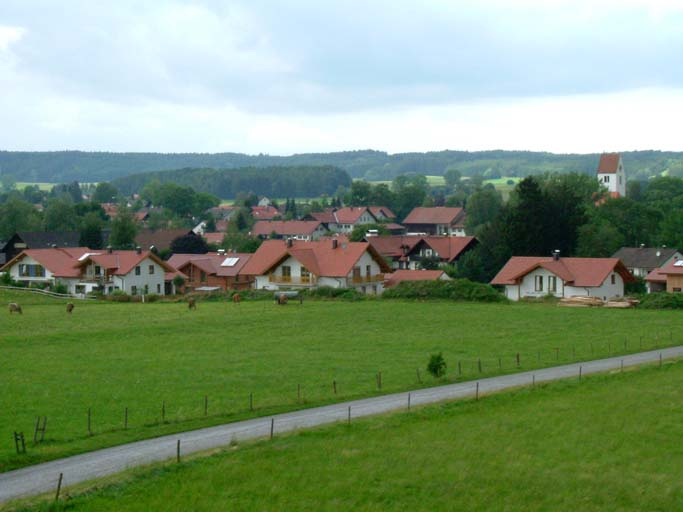
Blick auf Hohenfurch

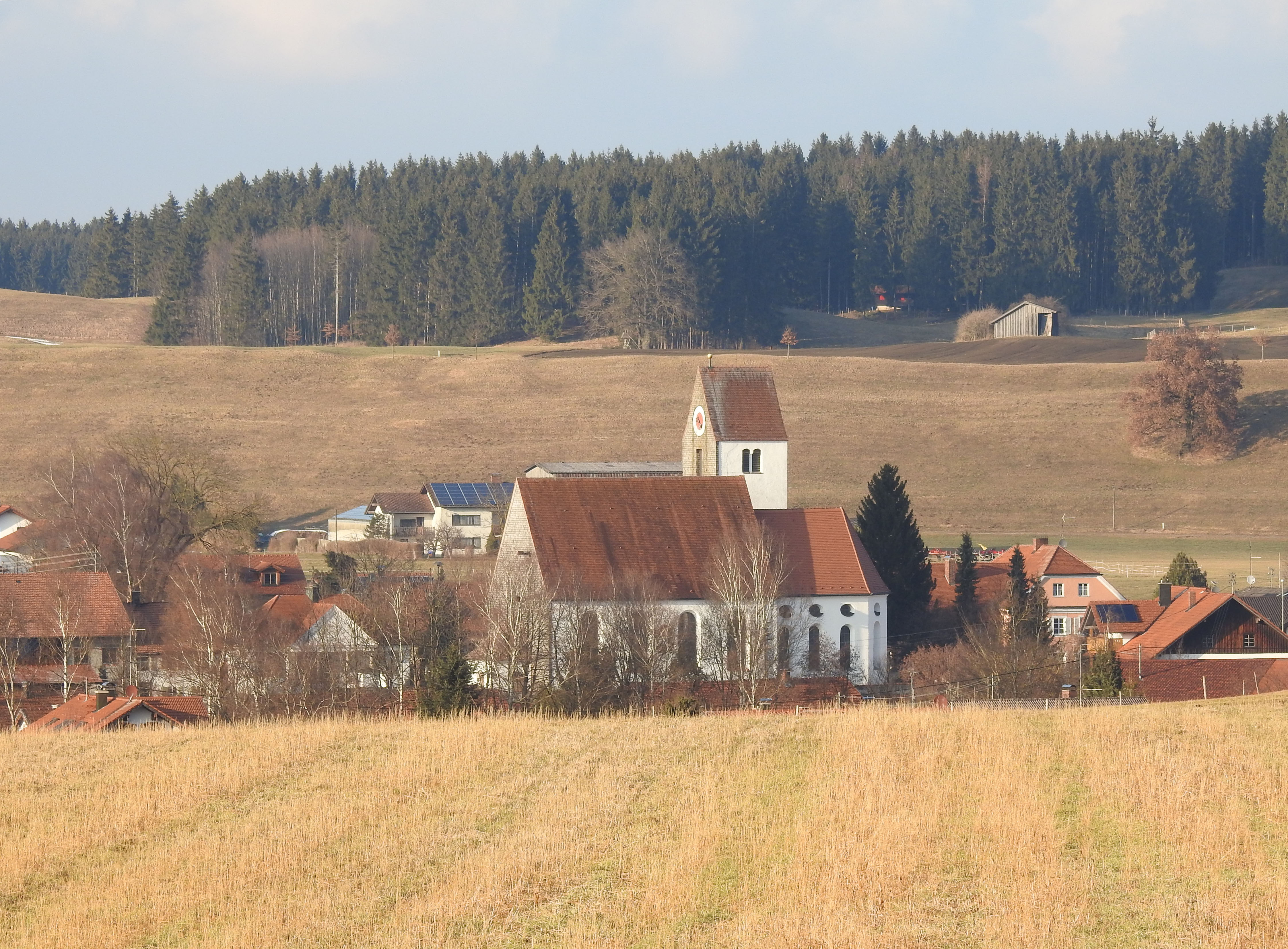
Hohenfurch von Süden

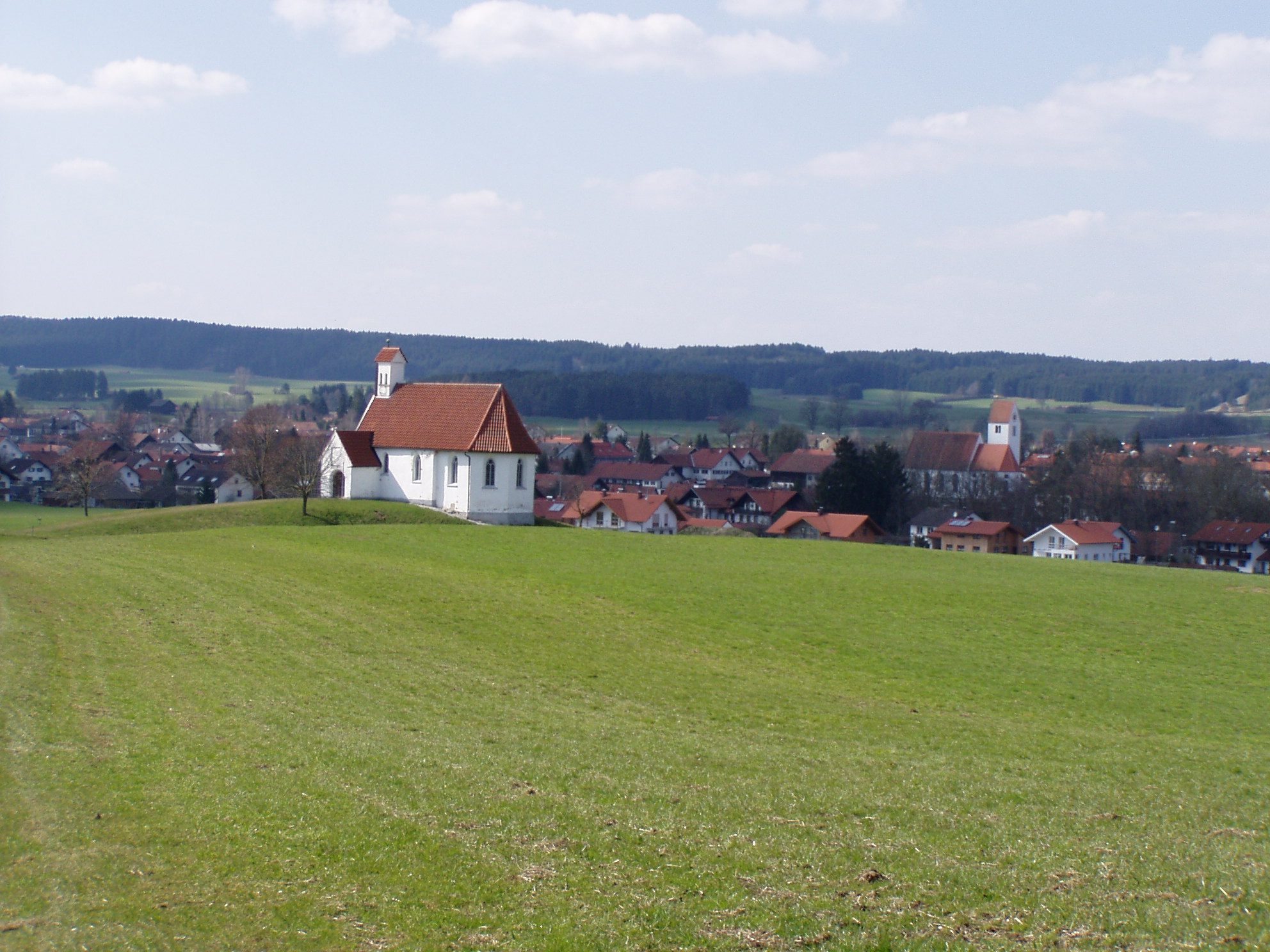
St Ursula mit Hohenfurch

| Jahr      | 1840 | 1871 | 1900 | 1925 | 1939 | 1950 | 1961 | 1970 | 1987 | 1991 | 1995 | 2000 | 2005 | 2010 | 2015 | 2019 | 2022 |
| Einwohner | 537  | 550  | 683  | 725  | 695  | 1107 | 987  | 1092 | 1274 | 1312 | 1274 | 1423 | 1479 | 1501 | 1547 | 1682 | 1705 |

## Politik
Die Gemeinde ist Mitglied der Verwaltungsgemeinschaft Altenstadt.
Erster Bürgermeister ist Guntram Vogelsgesang (CSU) (seit der Kommunalwahl 2008). Als zweiter Bürgermeister wurde 2008 und 2014 Josef Epple (FWV) vom Gemeinderat gewählt. 2020 wurde Peter Schratt (FWV) 2. Bürgermeister.
| Partei / Liste   | Wahl 2020 | Wahl 2014 | Wahl 2008 |
| ---------------- | --------- | --------- | --------- |
| CSU              | 5         | 4         | 5         |
| SPD              | 3         | 4         | 3         |
| Wählergruppe/FWV | 4         | 4         | 4         |
| Summe            | 12        | 12        | 12        |

### Wappen
| Wappen von Hohenfurch | Blasonierung: „Gespalten von Silber und Grün; vorne ein aus dem vorderen Schildrand wachsender schwarzer Stier mit roten Hörnern, hinten ein goldener Drache.“ |
| Wappen von Hohenfurch | Wappenbegründung: Der schwarze Stierrumpf mit den goldenen Hörnern entspricht dem Stammwappen der Herren von Hohenegg, die Ende des 16. Jahrhunderts als Inhaber des Niedergerichts über einen Teil von Hohenfurch, das Oberdorf, genannt werden. Der goldene Drache stammt aus dem Wappen des Benediktinerstifts St. Mang in Füssen, das den heiligen Magnus mit Stab, den Drachen zu seinen Füßen, zeigt. Das Kloster übte bis 1785 die Niedergerichtsbarkeit im Unterdorf von Hohenfurch aus. Dieses Wappen wird seit 1977 geführt. |

## Wirtschaft und Infrastruktur

### Wirtschaft einschließlich Land- und Forstwirtschaft
Im Jahre 1998 waren am Wohnort insgesamt 771 Personen sozialversicherungspflichtig beschäftigt. Im verarbeitenden Gewerbe gab es zwei Betriebe, im Bauhauptgewerbe zehn. Zudem bestanden im Jahr 1999 62 landwirtschaftliche Betriebe mit einer landwirtschaftlich genutzten Fläche von 1806 ha. Davon waren 1433 ha Ackerfläche und 369 ha Dauergrünfläche.
Im Jahre 2020 lag die Zahl der am Wohnort sozialversicherungspflichtig Beschäftigten bei 727. 2016 gab es noch 39 landwirtschaftliche Betriebe.

### Verkehr
Der Ort Hohenfurch liegt unmittelbar an der Bundesstraße 17 sowie an der Kreisstraße WM 6. Bis zur Einstellung des Personenverkehrs im Jahr 1984 existierte ein Haltepunkt auf der Fuchstalbahn, die als Güterstrecke zwischen Schongau und Augsburg bis heute in Betrieb ist.

### Bildung
1999 gab es folgende Einrichtungen:
- Kindergärten: 50 Kindergartenplätze mit 49 Kindern
- eine Volksschule mit fünf Lehrern und 118 Schülern

2020 gab es folgende Einrichtungen:
- Kindergärten: 50 Kindergartenplätze sowie 12 Krippenplätze
- eine Grundschule mit 86 Schülern

## Söhne und Töchter der Gemeinde
- Martin Erhard (1938–2013), Eishockeyspieler und -schiedsrichter

## Sonstiges
Hohenfurch ist Mitglied der folgenden touristischen Verbände:
- Romantische Straße
- Via Claudia
- Tourismusverband Pfaffenwinkel
- Auerbergland
- Lebensraum Lechtal

Außerdem ist die Gemeinde Mitglied der Lokalen Aktionsgruppe AL-P zur Umsetzung des Regionalen Entwicklungskonzeptes.